# Monoskiing

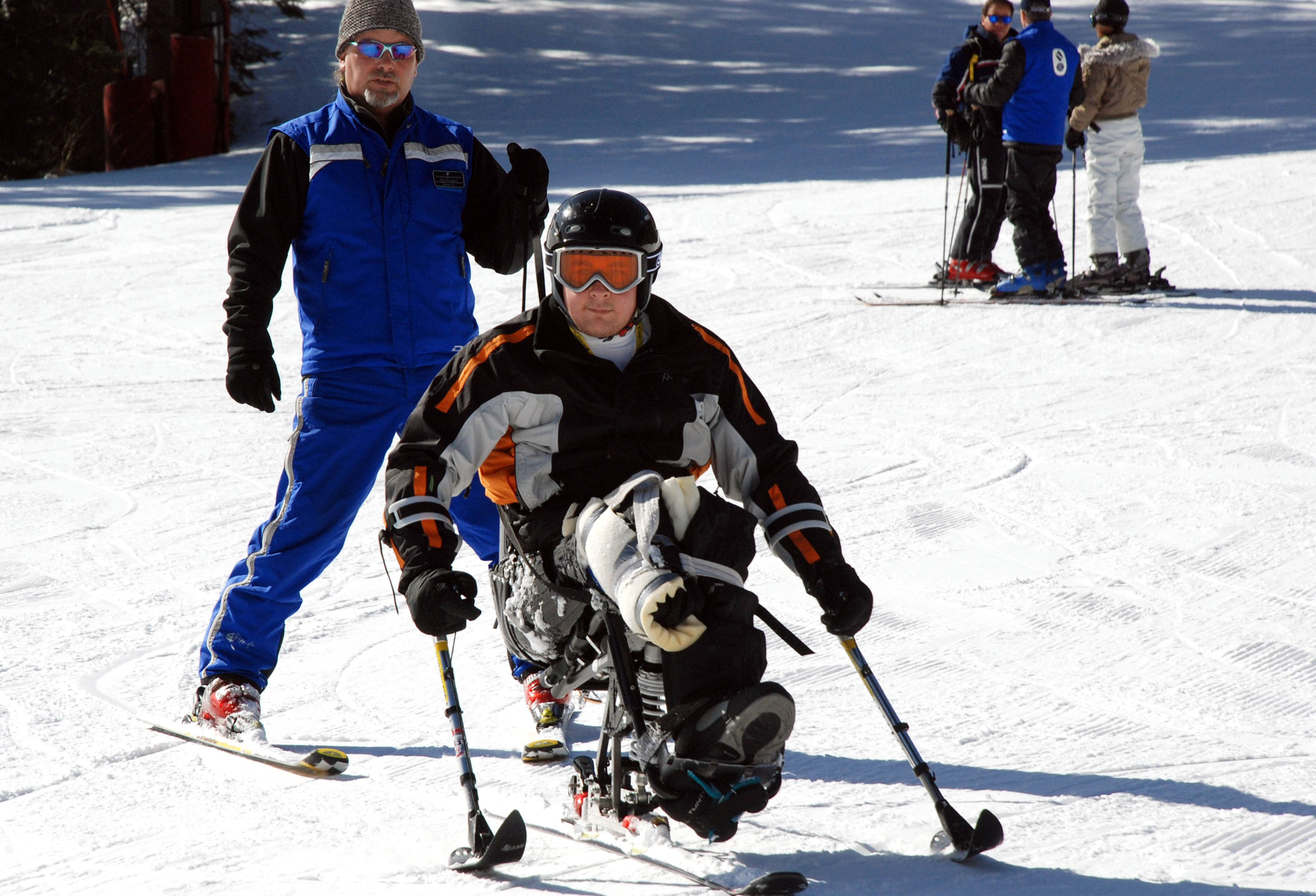
Narciarz uprawiający monoskiing (na narcie w wersji siedzącej)

Monoskiing – sport zimowy podczas którego, podobnie jak w snowboardingu, wykorzystywana jest jedna narta. Różnica polega na tym, że w monoskiingu stopy ułożone są równolegle do osi narty, a nie pod kątem.
Istnieją dwa typy monoskiingu: jeden jest używany w narciarstwie wodnym, a drugi na śniegu. W monoskiingu na śniegu stopy leżą koło siebie. Podobnie jak w snowboardingu buty nie mogą same się wypiąć z narty. W monoskiingu są używane odpowiednio krótsze kijki narciarskie.
W monoskiingu na wodzie stopy są ułożone jedna za drugą. Najczęściej zapięcie występuje tylko przy stopie przedniej, druga noga znajduje się luźno za pierwszą. Często narciarstwo wodne na pojedynczej narcie jest nazywane slalomem wodnym.
Monoskiing jest dobrą alternatywą dla standardowego narciarstwa i snowboardingu. Kolana zawsze są zgięte, dzięki czemu nacisk jest rozkładany pomiędzy obie nogi.

## Historia monoskiingu
Monoskiing został wynaleziony w latach 60. Surfer Mike Doyle promował monoskiing we wczesnych latach 70. XX w., dzięki czemu popularność tego sportu powoli zaczęła rosnąć, po czym nagle zmalała po wynalezieniu snowboardu. Monoskiing jest nadal praktykowany przez dość dużą grupę entuzjastów tego sportu, szczególnie w jeździe po puchu śnieżnym, gdzie dzięki szerszej, pojedynczej narcie zjazd jest wygodniejszy niż na zwykłych nartach.